# Diageo
Diageo plc oder kurz Diageo (Aussprache [dɪˈɑ:d͡ʒjəʊ̯]) ist ein weltweit tätiger Hersteller alkoholischer Getränke. Das Unternehmen ist in mehr als 180 Ländern tätig und seine Aktien werden an der New York Stock Exchange und der London Stock Exchange gehandelt.
Die Hauptabsatzmärkte liegen in Europa (34 %) und Nordamerika (37 %). Mit umgerechnet ca. 18 Milliarden Euro Jahresumsatz und einer Verkaufsmenge von 960 Millionen Liter (Geschäftsjahr 2012) war Diageo der weltweit größte Spirituosenhersteller.

## Geschichte
Das Unternehmen „Diageo“ entstand im Dezember 1997 durch die Fusion des britischen Mischkonzerns „Grand Metropolitan“ mit der ebenfalls britischen „Guinness-Brauerei“. Tochterunternehmen von Grand Metropolitan, die nicht zu den Kerngeschäftsfeldern von Diageo, Spirituosen und Guinness-Bier, zählten, wurden in den folgenden Jahren verkauft, u. a. der amerikanische Nahrungsmittelkonzern „Pillsbury“ an den amerikanischen Konkurrenten „General Mills“ in 2001 und die Schnellrestaurantkette „Burger King“ an die amerikanischen  Beteiligungsunternehmen Texas Pacific Group, Bain Capital sowie Goldman Sachs Capital Partners in 2002.
Die Tochtergesellschaften von Grand Metropolitan und Guinness im Bereich Spirituosen, „International Distillers & Vintners“ (IDV) und „United Distillers“ (UD), wurden 2002 zur Diageo-Tochter United Distillers and Vintners (UDV) zusammengeführt, welche aber inzwischen in Diageo selbst aufgegangen ist.
Über United Distillers (UD) ist Diageo auch eine Nachfolgegesellschaft der im April 1877 durch Fusionierung von sechs Destillerien entstandenen Firmengruppe Distillers Company Limited (DCL), die 1893 in Knockdhu ihre erste eigene Malt-Destille errichtete, und des britischen Contergan-Lizenznehmers Distillers Company (Biochemicals) Limited (DCBL).
Contergan wurde in Deutschland von der Firma Grünenthal entwickelt und in England ab dem 14. April 1958 von DCBL unter dem Namen Distaval vertrieben.
Nach Einführung der Alcopop-Marke Smirnoff Ice stieg der Umsatz in Deutschland im Geschäftsjahr 2002/2003 um 675,5 Prozent.
2004 lehnte das Bundesverfassungsgericht eine Eilbeschwerde von Diageo gegen die zuvor eingeführte Sondersteuer auf Alcopops ab. Der Antrag des Unternehmens sei unzulässig und die vorgebrachten Gründe seien ohne Substanz.
Ebenfalls 2010 entwickelte Diageo anlässlich eines Defizits von insgesamt 862 Millionen Pfund (umgerechnet 1,05 Milliarden Euro) in seinem britischen Pensionsfonds einen Zehn-Jahres-Plan, demzufolge – zusätzlich zu einer Zahlung von 197 Millionen Pfund in die betriebliche Altersversorgung – bis zu 2,5 Millionen Fässer Whisky als Anlagevermögen dienen sollten.
Im vierten Quartal 2015 wurde der Großteil der britischen und US-amerikanischen Weinsparte von Diageo durch die australischen Treasury Wine Estates übernommen.
Das internationale Brauereigeschäft wurde weiter verkleinert. 2015 wurde die jamaikanische Brauerei Desnoes & Geddes an Heineken verkauft, 2024 folgte der Verkauf von Guinness Nigeria an die singapurische Tolaram Group.

## Diageo Deutschland, Österreich und Schweiz
Die Diageo Germany GmbH ist eine Marketing- und Vertriebsgesellschaft mit Sitz in Hamburg. Von hier aus werden auch die Aktivitäten in Österreich und in der Schweiz gesteuert. Geschäftsführerin ist seit 2020 Soraya Zoueihed Benchikh. Die 1988 entstandene deutsche Vertretung geht zurück auf United Distillers und deren Beteiligung an Asbach in Rüdesheim. Seit 2002 lautet die Firma Diageo Deutschland GmbH, 2007 zog sie nach Wiesbaden um, 2012 folgte die Zusammenlegung mit einem Diageo-Unternehmen in Hamburg zur Diageo Germany, die in Hamburg an der Reeperbahn 1 ansässig wurde.
2011 begann Diageo mit dem Aufbau eines eigenen Außendiensts. Im Jahr 2016 beschäftigte Diageo in Deutschland, Österreich und in der Schweiz insgesamt rund 260 Mitarbeiter. Der Außendienst bestand im Mai 2021 aus 70 Mitarbeitern, denen die Abschaffung der eigenen Außendienst-Organisation mitgeteilt wurde.

## Whisky
Diageo besitzt in Schottland 28 Whisky-Brennereien. Das Unternehmen vermarktet neben Dimple, J&B und Johnnie Walker auch Single-Malt-Whiskys wie Lagavulin, Glenkinchie und Talisker. Seit 1987 werden Produkte von sechs ausgewählten Destillerien unter der Bezeichnung Classic Malts vertrieben. Ende 2005 kamen fünf weitere Destillerien hinzu. In den USA und Kanada lässt Diageo mehrere Whisky-Mixgetränke herstellen. Wichtigste Marke dort ist Bulleit, für die 2016 eine eigene Brennerei in Kentucky eröffnet wurde. 2015 erwarb der Konzern eine Beteiligung am dänischen Hersteller Stauning Whisky.

## Marken
Diageo vertreibt mehr als 150 Marken. 2013 zählten sieben Produkte des Unternehmens zu den weltweit absatzstärksten 25 Spirituosenmarken.
- Alcopop: Smirnoff Ice, Captain Morgan & Cola
- Alkoholfreie Spirituosen: Ritual Zero Proof
- Bier: Guinness, Kilkenny; East African Breweries.
- Calvados: Gilbert
- Gin: Tanqueray, Gordon’s Gin
- Likör: Pimm’s, Baileys
- Rakı: Yeni Rakı
- Rum: Captain Morgan, Ron Zacapa, Bundaberg
- Tequila: José Cuervo, 1800 Cuervo, Don Julio (Anfang 2015 übernahm Diageo Don Julio von der Brennerei Casa Cuervo.[21]), Casamigos Tequila[22]
- Whisk(e)y: Bulleit, Caol Ila, Cardhu, Clynelish, Cragganmore, Dalwhinnie, Glen Elgin, Glenkinchie, I.W. Harper, Knockando, Lagavulin, Oban, Royal Lochnagar, Talisker und The Singleton of Dufftown, Old Bushmills (Anfang 2015 Verkauf von Old Bushmills an Casa Cuervo im Gegenzug zur vollständigen Übernahme von Don Julio.[21]), Dimple, J&B, Johnnie Walker und viele andere.
- Wodka: Smirnoff, Cîroc, Ketel One